# Beregkisalmás
Beregkisalmás (ukránul: Залужжя (Zaluzzsja), oroszul: Залужe (Zaluzsje), szlovákul: Zalužá) falu Ukrajnában, Kárpátalján, a Munkácsi járásban.

## Fekvése
Munkácstól 20 km-re délkeletre fekszik.

## Története
Területe ősidők óta lakott. Határában bronzkori (Kr. e. 2. évezred), kora vaskori (Kr. e. 9-7. sz.) és a kustánfalvi kultúrából származó leleteket találtak. 
A település nevét a 15. században említette először oklevél.
1910-ben 727 lakosából 111 magyar, 100 német, 515 ruszin volt. Ebből 27 római katolikus, 544 görögkatolikus, 144 izraelita volt.
A trianoni békeszerződésig Bereg vármegye Munkácsi járásához tartozott. 
2020-ig Romocsfalva tartozott hozzá.

## Népesség
Ma 1800 ukrán-ruszin lakosa van.